# Армен Ронов
Армен Ронов (Мкртчян) (1971 г.р., Ереван) — художник, сценарист, режиссёр.

## Биография
Окончил Школу искусств имени Акопа Коджояна в Ереване, в 1996 году окончил Ереванский государственный институт театра и кино, получил квалификацию режиссера драматического театра.
Обучался во Флоренции искусству рисунка и иллюстрации, замыслу и построению художественных образов.
В своих фильмах использует графические выражения: контуры, тонкости, цветовые пятна, минеральные краски, с помощью которых изображение получает яркий колорит или соотношение нюансов.
В 1999 году вышел в кинематограф как художник, режиссер и сценарист с документальным фильмом «Вот дева во чреве». Его первая режиссерская работа — документальный фильм «Аминь» (2000). «Попрыщин» (2007) — полнометражный дебют Армена Ронова, получивший национальную и две международные награды.
В 2014 году в Ереванском музее детского творчества состоялась персональная выставка графических и живописных работ Армена Ронова.

## Членство
- Почетный член Союза художников Армении.
- Член Союза профессиональных художников России.
- Член Общества профессиональных художников ЮНЕСКО.
- Член Конфедерации кинематографистов

## Список фильмов
| Кино:                  | год     | Приз:                                                                                    |
| ---------------------- | ------- | ---------------------------------------------------------------------------------------- |
| Вот, дева во чреве     | 1999 г. |                                                                                          |
| Аминь                  | 2000 г. |                                                                                          |
| Призрак                | 2001 г. |                                                                                          |
| Нарек                  | 2002 г. |                                                                                          |
| Грегори                | 2003:   |                                                                                          |
| 8/34 проповедь         | 2004 г. |                                                                                          |
| Охота на ведьм         | 2005:   |                                                                                          |
| Феликс                 | 2006 г. |                                                                                          |
| Я надеялся, что        | 2007 г. |                                                                                          |
| Поприщин               | 2007 г. |                                                                                          |
| Анна Каренина          | 2009 г. | Приз ежегодного Санкт-Петербургского международного кинофестиваля «Послание к человеку». |
| Страсти по Григорию    | 2011    |                                                                                          |
| Мой маленький принц    | 2012    |                                                                                          |
| Зимнее яблоко          | 2012    |                                                                                          |
| Свеча с ароматом лилии | 2014    |                                                                                          |